# زاغويمبيه لوبين
نادي زاغويمبيى لوبين (بالبولندية: KGHM Zagłębie Lubin) نادي كرة قدم بولندي يلعب في دوري الدرجة الممتازة. تم تأسيس النادي عام 1945.